# Машів

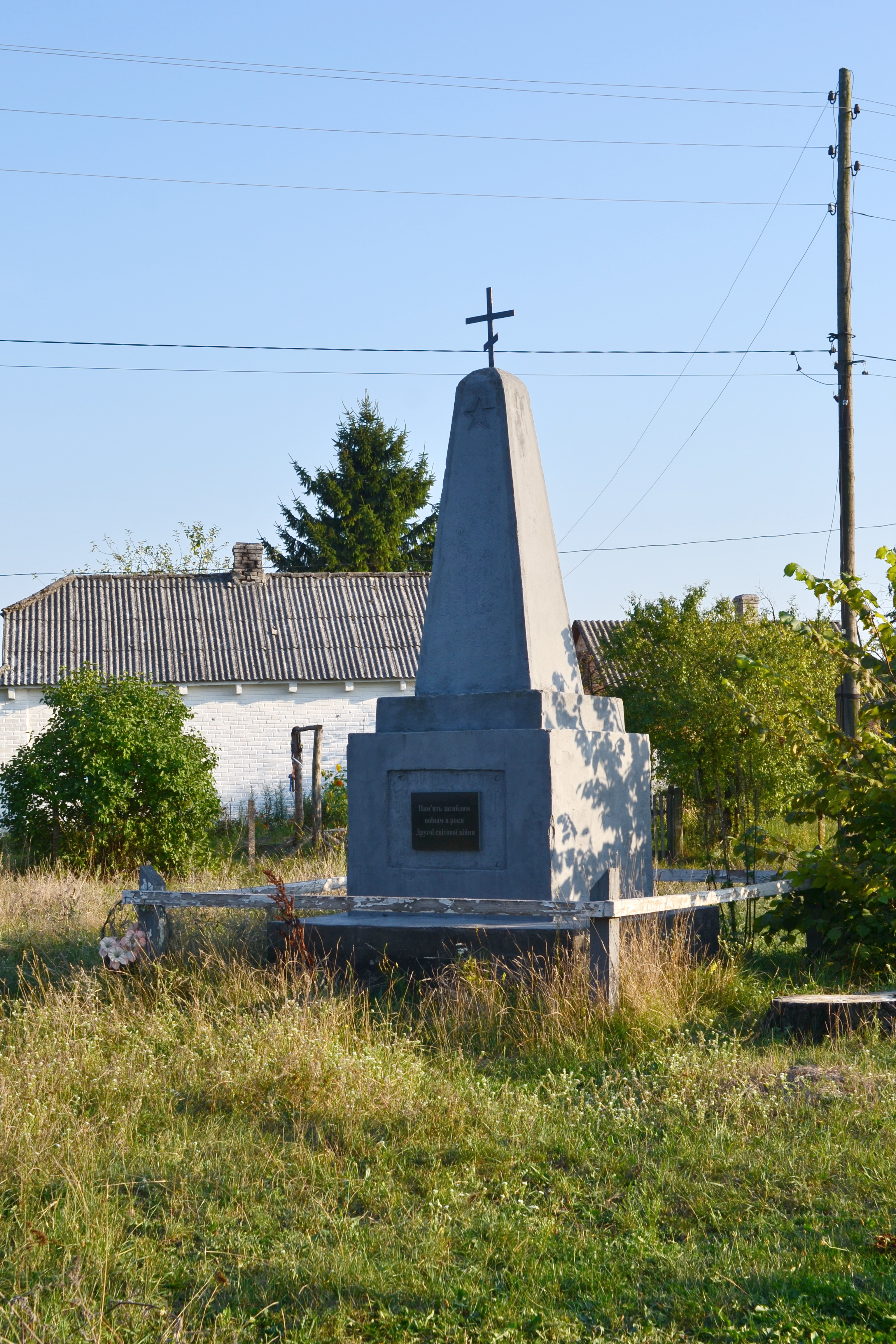
Пам'ятник землякам

Маші́в — село в Україні, у Вишнівській сільській громаді Ковельського району Волинської області. Населення становить 735 осіб. Площа 3,55 км², середня висота над рівнем моря — 189 м.

## Походження назви
Щодо походження назви села існують 3 легенди:
- в першій йдеться про те, що біля села розташовувались козацькі сторожові вежі, з яких оглядали навколишню місцевість, а при наближенні ворога вартові повідомляли розмахуючи руками, тому від слова «машут» і пішла назва села Машів;
- друга твердить, що на території села проживала поміщиця Маша, яка і дала своє ім'я для назви села;
- третя свідчить, що назва села пішла від польського слова «маш», тобто «маєш», так як на території села мали земельні наділи польська шляхта, їх місцеве населення називали «осадниками»[2].

## Органи влади
Село Машів є самостійною адміністративно-територіальною одиницею у складі Любомльського району Волинської області. Територія села як адміністративно-територіальної одиниці та її межі затверджені районною радою у 1992 році та складається з території села Машів.

## Географія
Машів знаходиться майже в південно-західній частині Ковельського району і межує на півночі з селом Скиби, на заході — з селом Вишнів, на півдні — з селом Радехів, на сході — з селом Хворостів. Відстань від села до міста Любомль становить 5 км, найближчої залізничної станції — 3 км, кордону з Польщею — 25 км, до обласного центру міста Луцьк — 130 км, до столиці України міста Київ — 450 км.
За 1,5 км на північ від села проходить міжнародна автомагістраль E373 (збігається із М07) Варшава-Люблін-Ковель-Сарни-Коростень-Київ), на відстані 5 км на захід — автошлях Володимир—Брест. Шлях від облцентру Луцька проходить автотрасою М19, яка збігається із єврошосе E85, і згодом переходить в автошлях М07.
Село Машів розташоване на плоскій рівнині Поліської низовини, де абсолютні висоти над рівнем моря становлять 180 м. Біля села бере початок річка Гапа, яка впадає в Західний Буг.
Клімат помірно континентальний з теплим і вологим літом, порівняно теплою малосніжною зимою. Територія села характеризується переважно дерново-підзолистими ґрунтами. Рослинність належить до лісового, лучного та болотяного типів. В лісах переважають широколистяні та соснові насадження.
Територія села займає 2830,8 га, з них використовується 1068,77 га.
З корисних копалин наявні будівельний пісок (баласт), жовта та біла глина. Глибина залягання водоносного шару 30-50 м.

## Історія села
Перші поселення на території села з'явилися ще у III-V століттях, про що свідчать поховання на Мельниковому кургані, які було розкопано в 1963 році при будівництві автотраси Київ-Варшава.
Перша згадка про Машів є у XV столітті, хоч з'явилося воно не пізніше XII століття. Церква згадується вже у 1510 році.
Це село завжди мало багато родовитих власників. Серед них гетьман Вишневецький, князь Владислав Воронецький польський генерал Виджґа, пізніше землевласники Берна, Петропавловські, Голембійовські, Конаховичі, Гловацькі. В селі проживали батьки видатного польського письменника Болеслава Пруса (Гловацького), за три місяці до народження майбутнього письменника пани Гловацькі переїхали до Грубешова (тепер Польща). Саме цю місцевість в селі і досі називають Гловаччиною.

У книзі Олександра Цинкаловського «Стара Волинь і Волинське Полісся» зустрічаємо такі рядки: 
| | \| МАШІВ, село, Володимирський пов., Любомельська вол., 58 км від м. Володимира. В кінці 19 ст. було там 139 дом. і 895 жителів, дерев’яна церква, стара, з кінця 16 або початку 17 ст., трьохзрубна школа і вітряк. До року 1914 переховувались там цікаві рукописні і стародруковані книжки, а також рештки архіву. На терені села знайдено мідяний котел, у якому було три кусники золота і монета Марка Аврелія, а в останніх часах, при будові шоси натраплено на оселю з римської доби (3-4 ст.). За переписом 1911 р. до великої зем. власности в селі М. належало 1,717 дес.[4] \| |
| МАШІВ, село, Володимирський пов., Любомельська вол., 58 км від м. Володимира. В кінці 19 ст. було там 139 дом. і 895 жителів, дерев’яна церква, стара, з кінця 16 або початку 17 ст., трьохзрубна школа і вітряк. До року 1914 переховувались там цікаві рукописні і стародруковані книжки, а також рештки архіву. На терені села знайдено мідяний котел, у якому було три кусники золота і монета Марка Аврелія, а в останніх часах, при будові шоси натраплено на оселю з римської доби (3-4 ст.). За переписом 1911 р. до великої зем. власности в селі М. належало 1,717 дес. | |

Сільська рада утворена в 1939 році. Першим головою сільської ради був Вигура Юрій Іванович, якого вбили у лісі в 1944 році бандити. В довоєнні роки на території ради було 11 хуторів: Запуст, Крушник, Хирища, Приступиха, Піддубів'я, Мокриня, Смолод, Малиння, Пересика, Грабово, Стручча. Цими назвами до нашого часу називаються земельні урочища. В роки війни нацисти спалили Запуст, Крушник, Хирища, Приступиху.
Під час Німецько-радянської війни багато селян брали участь у бойових діях, двоє чоловіків — Романюк Олексій та Шамук Олександр воювали в партизанському загоні Ковпака. В боях загинуло 49 чоловік, з них 20 — пропало безвісти. Також багато мирних селян загинуло під час Українсько-Польського конфлікту в 1943–1944 роках.
В 1950-х роках всіх хуторян примусово переселено в село.
В 1961 році село увійшло до складу Радехівської сільської ради, але у 1975 році знову відновлено Машівську сільську раду, до складу якої входить одне село — Машів.
На території села зберігся будинок колишнього польського пана Голебійовського 1904 року побудови, у післявоєнний час в ньому розміщувалась МТС, нині це сільський будинок культури.
19 липня 2020 року, в результаті адміністративно-територіальної реформи та ліквідації Любомльського району, село увійшло до складу Ковельського району.

## Населення
Згідно з переписом УРСР 1989 року чисельність наявного населення села становила 820 осіб, з яких 410 чоловіків та 410 жінок.
За переписом населення України 2001 року в селі мешкала 735 осіб.

### Мова
Розподіл населення за рідною мовою за даними перепису 2001 року:
| Мова       | Відсоток |
| ---------- | -------- |
| українська | 99,46 %  |
| російська  | 0,41 %   |

## Економіка
У Машеві функціонують:
- приватна деревообробна пилорама, здійснює розпилку деревини, надає послуги населенню;
- кемпінг «Машівський бір» — туристичний комплекс, який займає територію 1,5 га і складається з автостоянок на легкові та вантажні автомобілі, готельних будиночків, ресторану (на 100 чол.) та лазні (на 10 чол.);
- два магазини.

Також в селі з 1949 року до 2000 року функціонувало сільськогосподарське колективне господарство, яке у 2000 році стало приватним і завершило своє існування в березні 2005 року.

## Соціальна сфера
У селі діють:
- загальноосвітня школа І-ІІІ ступенів на 140 учнів;
- дитячий садок на 36 дошкільнят;
- бібліотека;
- будинок культури;
- поштове відділення;
- фельдшерсько-акушерський пункт[2][8].

## Релігія
- Православна (УПЦ МП) церква святої великомучениці Варвари, яка налічує 500 прихожан. Храм побудований у 1992 році на заміну старого, спорудженого ще у 1628 році і знищеного у 1962 році.
- Дім молитви Християн Віри Євангельської, який налічує 100 прихожан[2][8].

## Відомі люди
- відомий польський письменник Болеслав Прус написав свій роман «Фараон» (1894—1895) у цьому селі (див. Дуб Болеслава Пруса).
- В 1916—1917 рр. вчителював Демчук Осип — громадський та військовий діяч, автор першого військового підручника українською мовою (1914), командир 5-ї Сокальської бригади УГА.
- Емілія Ґєрчак (1925-1945), бійчиня Збройних Сил Польщі на Сході, народилася в Машеві;
- Кушнір Сергій — герой АТО.